# Ankeny
Ankeny je město ve Spojených státech amerických. Nachází se v okrese Polk County ve státě Iowa. Ve městě žije přibližně 68 tisíc obyvatel a jeho rozloha činí 76,0 km². Je předměstím Des Moines, hlavního města Iowy. Ankeny je zároveň pátým nejlidnatějším městem v USA a ve 20. letech 21. století jedno z nejrychleji rostoucích měst ve státě.
Město bylo založeno roku 1875. Ve městě sídlí Des Moines Area Community College. Do roku 2005 ve městě působila také pobočka Iowa State University. Ve městě působí magazín Ankeny Times.